# Grazen (biologie)

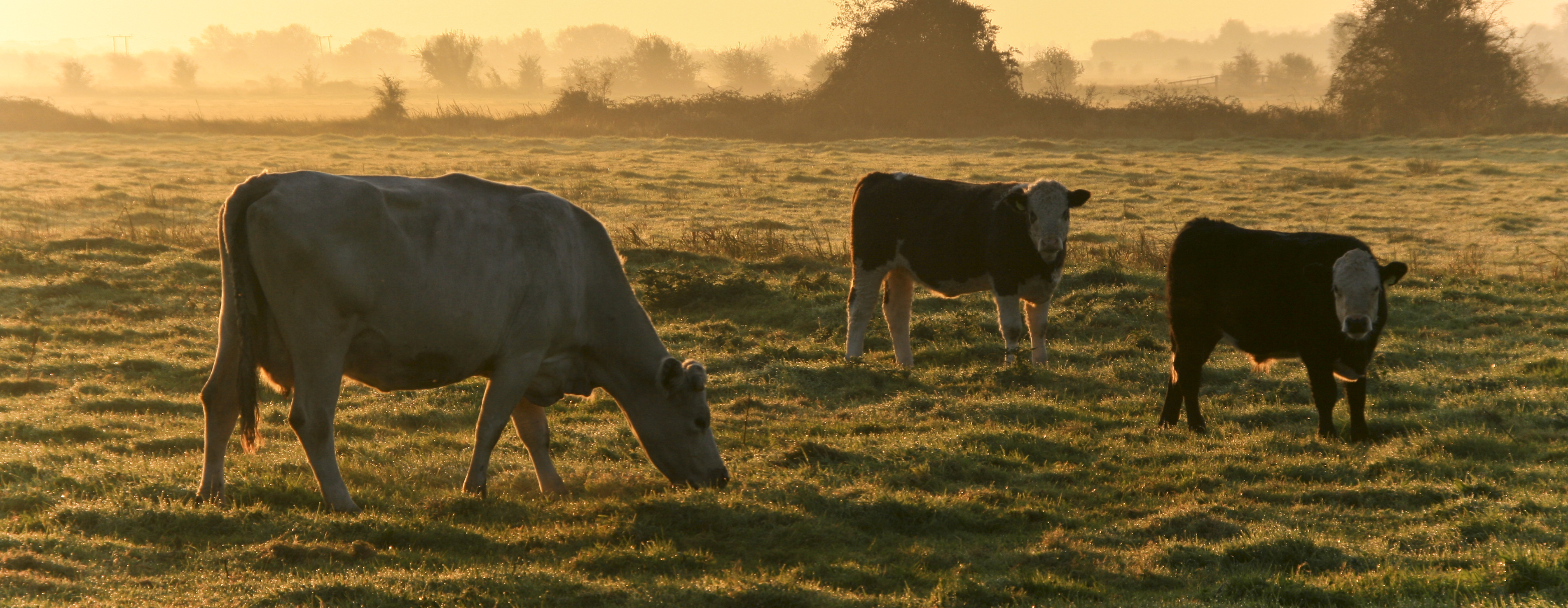
Een grazende koe.

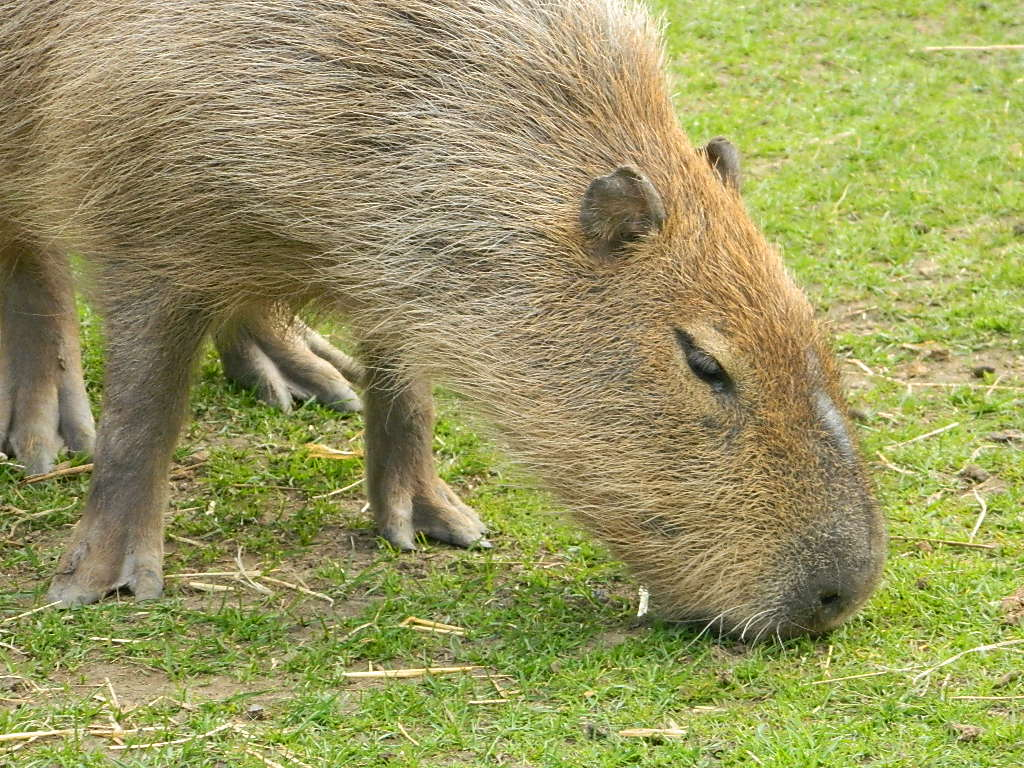
Een grazende capibara.

Grazen is het eten van plantaardig voedsel door dieren. Grazen is een vorm van foerageren.
Het bekendste voorbeeld van grazen is dat van zoogdieren die gras eten, maar het woord kan ook betrekking hebben op reptielen, insecten of vogels die planten, algen of plankton eten.

## Verteringsorganen
De in gras en bladeren aanwezige voedingsstoffen zijn moeilijk bereikbaar, door de dikke en moeilijk verteerbare celwanden die met name bestaat uit cellulose. Grazers hebben hierom een langer of groter dan gemiddeld spijsverteringsstelsel. Herkauwers zoals runderen en giraffen hebben extra magen (zoals de pens die eigenlijk een uitgroeiing van de slokdarm is), waarin micro-organismen een voorvertering van het plantenmateriaal doen. Het te verteren voedsel legt hierbij een langere weg in het lichaam af dan bij vleeseters. Andere grazers, zoals het paard of het konijn, hebben een volumineuze dikke en blindedarm.

## Overbegrazing
Overbegrazing kan vooral in de droge tijd schadelijk zijn voor de aanwezige begroeiing. Koeien tasten begroeiing meer aan dan bijvoorbeeld schapen of geiten. Deze laatste dieren grazen hier en daar wat gras en bladeren, terwijl koeien telkens een stuk grond in zijn geheel afgrazen. Door niet te veel dieren op een bepaald stuk terrein te laten grazen, kan worden voorkomen voorkomen dat er onomkeerbare schade optreedt.

## Voorbeelden
Voorbeelden van grazers zijn:
- Herkauwers: antilope, buffel, geit, rund, lama, schaap
- Andere herbivoren: konijn, olifant, paard, veldmuis